# Спорт в Варшаве
Варшава является не только политической, но и спортивной столицей Республики Польши. В 2008 году Варшаву выбрали столицей европейского спорта, и в память об этом событии в городе была установлена мемориальная доска (награду получила мэр Варшавы Ханна Гронкевич-Вальц из рук мэра Штутгарта Вольфганга Шустера).
Крупнейшие спортивные арены Варшавы вместе составляют Национальный спортивный центр.

## Виды спорта

### Футбол
В Варшаве базируются два профессиональных футбольных клуба, играющих 
Экстраклассе (высшей лиге чемпионата Польши): «Легия» и «Полония». «Легия» является восьмикратным чемпионом страны, в то время как «Полония» выигрывала титул только дважды (в 1946 и 2000 годах).
Крупнейшим футбольным стадионом в городе является Национальный стадион, на котором проводились матчи чемпионата Европы по футболу 2012 года. Де-юре и де-факто проводить встречи на нём имеет только сборная Польши, однако для «Легии» разрешили сделать исключение: она будет играть на нём ключевые матчи. Сама «Легия» играет на стадионе Пепси-Арена, а «Полония» на личном стадионе Полонии.
В Варшаве также базируются несколько других профессиональных и любительских клубов. Самым известным из них является «Гвардия», победитель Кубка Польши 1954 года.

### Хоккей
Самым известным хоккейным клубом Варшавы является «Легия», которая выигрывала чемпионат Польши 13 раз. Расцвет клуба пришёлся на середину XX века, однако последнюю победу команда одержала в 1967 году. В настоящий момент «Легия» играет на арене «Торвар II» в Первой польской лиге (вторая по уровню значимости лига), а эта арена может принимать матчи не только по хоккею, но и по баскетболу, а также быть местом проведения чемпионатов по единоборствам и фигурному катанию.

### Баскетбол
В Варшаве базируются три баскетбольных клуба: «Легия», «Политехника» и «Полония-Варбуд». Арена «Торвар II» является домашней ареной для «Легии» и «Политехники»: в 2001 году на ней проходил финал баскетбольного Кубка Сапорты. «Полония-Варбуд» проводит матчи на спортивной арене «Коло».

### Волейбол
Самая известная волейбольная команда Варшавы — это «Политехника», которая играет на арене «UCSiR».

### Лёгкая атлетика
Легкоатлетические соревнования в Варшаве проводились ранее на стадионе «Скра», также в Варшаве прошёл в 1987 году чемпионат мира по бегу по пересечённой местности. Ежегодно в городе проводятся Варшавский марафон, мемориал Камилы Сколимовской и другие легкоатлетические соревнования.

### Другие виды спорта
В Варшаве есть команды по гэльскому («Каманн») и американскому футболу («Кролевчи», «Иглз» и «Спартанз»), также там развиты гандбол («Варшавянка») и плавание. Есть открытая ледовая арена для соревнований по фигурному катанию и ипподром.
Также в Варшаве есть горнолыжный комплекс «Горка Щенсливицка», где можно заниматься лыжным спортом и сноубордом. Покрытие горки искусственное, но в зимнее время включают снежные пушки.

## Некоторые известные спортсмены — уроженцы Варшавы
- Брустман, Агнешка (шахматистка)
- Жевлаков, Михал (футболист)
- Корженёвский, Павел (пловец, чемпион мира 2005 года, трёхкратный чемпион Европы)
- Кшесиньская, Эльжбета (легкоатлетка, чемпионка Олимпиады 1956 года)
- Рыбачевский, Мирослав (волейболист, чемпион Олимпиады 1976 года)
- Сколимовская, Камила (легкоатлетка, чемпионка Олимпиады 2000 года)